# کسیدی را
 کسیدی را (انگلیسی: Cassidy Rae؛ زادهٔ ۷ ژوئن ۱۹۷۶) یک هنرپیشه اهل ایالات متحده آمریکا است. 
او در فیلم تکامل بازی کرده است.